# Sphaerophoraceae
Famille
Les Sphaerophoraceae sont une famille de champignons ascomycètes. Il s'agit de lichens au thalle généralement fruticuleux, associés à des algues vertes. La famille, représentée dans toutes les parties du monde, comporte actuellement une trentaine d'espèces regroupées en 5 genres,.

## Liste des genres
Selon Outline of Ascomycota—2009 :
- Austropeltum
- Bunodophoron
- Leifidium
- Neophyllis
- Sphaerophorus